# Чагай
Чагай (урду چاغی‎) — город в пакистанской провинции Белуджистан. Расположен в одноимённом округе.

## Географическое положение
Чагай расположен на высоте 850 метров над уровнем моря. В городе есть аэропорт.

## История
Возле города расположен ядерный полигон, на котором в конце мая 1998 года, было проведено 6 подземных ядерных взрывов.